# 约翰·弗里德里希·克洛奇
约翰·弗里德里希·克洛奇（Johann Friedrich Klotzsch，1805年6月9日—1860年11月5日）为德国药剂师、真菌学家和植物学家。他主要从事真菌学研究，发表了许多真菌的描述。